# Simon King
Simon King (Oxford, 1950) is een Brits drummer, wiens leven in het teken stond van Hawkwind.
Hij begon op 15-jarige leeftijd als vanzelf te drummen in bandjes in de omgeving van Berkshire.
Zijn muzikale loopbaan begon in de late jaren 60 toen hij toetrad in de psychedelische-rockgroep Opal Butterfly. Die muziekgroep fabriceerde een aantal singles, maar stierf een zachte dood. De band speelde ook nog de filmmuziek van Groupie Girl, waarin King een klein rolletje had (cameo). Leider van Opal Butterfly was Lemmy Kilmister. Na opheffing van Opal Butterfly vertrok die laatste naar Hawkwind. De toenmalige drummer van die band Terry Ollis had problemen en King speelde een aantal concerten als tweede drummer. Ollis verdween van het toneel en King was hoofddrummer van Hawkwind en bleef dat voor een aantal jaren. Eind  jaren 70 rommelde het zo erg in de band, dat leiders Robert Calvert en Dave Brock het bijltje er bij neergooien. Vanwege juridische complicaties mocht de naam Hawkwind even niet gebruikt worden. King verhuisde toen mee naar Hawklords. Na het album 25 Years On vertrok King om plaats te maken voor Martin Griffin. Reden van vertrek zouden drugsproblemen zijn, maar die golden voor de meeste leden van Hawkwind. Na zijn vertrek ging hij spelen bij twee oud-leden van Hawkwind Huw Lloyd-Langton en Nic Potter; zij richtten Jawa op, een band die alleen output had in de opname van Steve Swindells (alweer ex-Hawkwind) Fresh blood.
King speelde weer in Hawkwind in de winter van 1979, maar vertrok toen het daaropvolgende album Levitation opgenomen werd. Hij wees de drumstokken voor Inner City Unit af en richtte samen met Hawkwind-maatje Simon House Turbo op, dat niet verder kwam dan wat demo's. Een korte terugkeer vond plaats in 1982 toen hij probeerde aan te haken tijdens de tournee behorende bij Choose Your Masks; dat ging niet door en King besloot een einde te maken aan zijn muziekloopbaan.

## Discografie
- 1968 - Opal Butterfly - Beautiful Beige/Speak Up (single)
- 1968 - Opal Butterfly - Mary Anne with the Shaky Hand/My Gration Or? (single)
- 1969 - Opal Butterfly - Groupie Girl/The Gigging Song (single)
- 1972 - Various Artists - Glastonbury Fayre (live)
- 1972 - Various Artists - Greasy Truckers Party (live)
- 1972 - Hawkwind - Silver Machine/Seven By Seven (single)
- 1972 - Hawkwind - Doremi Fasol Latido
- 1973 - Hawkwind - Space Ritual (live)
- 1973 - Hawkwind - Urban Guerrilla/Brainbox Pollution (single)
- 1973 - Brian Eno - Here Come the Warm Jets
- 1974 - Hawkwind - Psychedelic Warlords/It's So Easy (single)
- 1974 - Hawkwind - Hall of the Mountain Grill
- 1974 - Robert Calvert - Captain Lockheed and the Starfighters
- 1975 - Hawkwind - Kings of Speed/Motorhead (single)
- 1975 - Hawkwind - Warrior on the Edge of Time
- 1975 - Michael Moorcock - New Worlds Fair
- 1976 - Hawkwind - Astounding Sounds, Amazing Music
- 1976 - Hawkwind - Kerb Crawler/Honky Dorky (single)
- 1977 - Hawkwind - Back on the Streets/The Dream Of Isis (single)
- 1977 - Hawkwind - Quark, Strangeness and Charm
- 1977 - Hawkwind - Quark, Strangeness and Charm/The Forge Of Vulcan (single)
- 1978 - Hawklords - 25 years on
- 1978 - Hawklords - Psi power/Death Trap (single)
- 1979 - Hawklords - 25 years/(Only) The dead dreams of the cold war kid/PXR5 (single)
- 1979 - Hawkwind - PXR5
- 1979 - Robert Calvert - Lord of the Hornets/The Greenfly and the Rose (single)
- 1980 - Steve Swindells - Fresh blood
- 1980 - Hawkwind - Live Seventy Nine (live)
- 1980 - Hawkwind - Shot Down in the Night/Urban Guerilla (single)

- MusicBrainz: e88c49cc-0c4a-4766-8f5e-f833168dd451
- Virtual International Authority File: 79684699
- WorldCat: E39PBJyGWCtmvtFFy7bVpmgBT3